# Zlatý míč 1985
Zlatý míč, cenu pro nejlepšího fotbalistu Evropy dle mezinárodního panelu sportovních novinářů, v roce 1985 získal francouzský fotbalista Michel Platini z Juventusu Turín. Šlo o 30. ročník ankety, organizoval ho časopis France Football a výsledky určili sportovní publicisté z 26 zemí Evropy.
Platini jako druhý po Cruyffovi vyhrál celkem potřetí a jako první vyhrál třikrát v řadě za sebou.

## Pořadí
| Pořadí | Jméno                 | Klub                        | Země             | Body |
| ------ | --------------------- | --------------------------- | ---------------- | ---- |
| 1      | Michel Platini        | Juventus                    | Francie          | 127  |
| 2      | Preben Elkjær Larsen  | Hellas Verona               | Dánsko           | 71   |
| 3      | Bernd Schuster        | FC Barcelona                | Západní Německo  | 46   |
| 4      | Michael Laudrup       | Lazio Řím Juventus          | Dánsko           | 14   |
| 5      | Karl-Heinz Rummenigge | Inter Milán                 | Západní Německo  | 13   |
| 6      | Zbigniew Boniek       | Juventus AS Řím             | Polsko           | 12   |
| 7      | Oleh Protasov         | Dněpr Dněpropetrovsk        | Sovětský svaz    | 10   |
| 8      | Hans-Peter Briegel    | Hellas Verona               | Západní Německo  | 9    |
| 9      | Rinat Dasajev         | Spartak Moskva              | Sovětský svaz    | 8    |
| 9      | Bryan Robson          | Manchester United           | Anglie           | 8    |
| 11     | Rudi Völler           | Werder Brémy                | Západní Německo  | 7    |
| 12     | Luis Fernandez        | Paris Saint-Germain         | Francie          | 6    |
| 12     | Søren Lerby           | Bayern Mnichov              | Dánsko           | 6    |
| 14     | Rafael Gordillo       | Real Madrid                 | Španělsko        | 5    |
| 14     | Ian Rush              | Liverpool FC                | Wales            | 5    |
| 16     | Emilio Butragueño     | Real Madrid                 | Španělsko        | 4    |
| 16     | Fernando Gomes        | FC Porto                    | Portugalsko      | 4    |
| 18     | Harald Schumacher     | 1. FC Köln                  | Západní Německo  | 3    |
| 18     | John Sivebæk          | Vejle Boldklub              | Dánsko           | 3    |
| 18     | Neville Southall      | Everton FC                  | Wales            | 3    |
| 21     | Lajos Détári          | Honvéd Budapešť             | Maďarsko         | 2    |
| 21     | Alain Giresse         | Girondins Bordeaux          | Francie          | 2    |
| 21     | Vahid Halilhodžić     | FC Nantes                   | Jugoslávie       | 2    |
| 21     | Pat Jennings          | Tottenham Hotspur           | Severní Irsko    | 2    |
| 21     | Tibor Nyilasi         | Austria Vídeň               | Maďarsko         | 2    |
| 21     | Peter Reid            | Everton FC                  | Anglie           | 2    |
| 21     | Peter Shilton         | Southampton FC              | Anglie           | 2    |
| 21     | Graeme Souness        | UC Sampdoria                | Skotsko          | 2    |
| 29     | Steve Archibald       | FC Barcelona                | Skotsko          | 1    |
| 29     | Jan Ceulemans         | Club Bruggy                 | Belgie           | 1    |
| 29     | Anatolij Demjanenko   | Dynamo Kyjev                | Sovětský svaz    | 1    |
| 29     | Georgi Dimitrov       | CSKA Sofie                  | Bulharsko        | 1    |
| 29     | Gheorghe Hagi         | Sportul Studențesc Bukurešť | Rumunsko         | 1    |
| 29     | Mark Hateley          | AC Milán                    | Anglie           | 1    |
| 29     | Herbert Prohaska      | Austria Vídeň               | Rakousko         | 1    |
| 29     | Gary Stevens          | Everton FC                  | Anglie           | 1    |
| 29     | Andreas Thom          | Dynamo Berlín               | Východní Německo | 1    |
| 29     | Ladislav Vízek        | Dukla Praha                 | Československo   | 1    |